# پارک بشیر
پارک بشیر یا پارک بشیر بندر، روستایی در دهستان جهلیان بخش مرکزی شهرستان کنارک در استان سیستان و بلوچستان ایران است.

## جمعیت
بر پایه سرشماری عمومی نفوس و مسکن در سال ۱۳۹۵، جمعیت این روستا برابر با ۱٬۲۱۳ نفر (۲۹۳ خانوار) بوده‌است.